# Строєшть (Ботошань)
Строєшть, Строєшті (рум. Stroiești) — село у повіті Ботошані в Румунії. Входить до складу комуни Лунка.
Село розташоване на відстані 359 км на північ від Бухареста, 26 км на південний схід від Ботошань, 68 км на північний захід від Ясс.

## Населення
За даними перепису населення 2002 року у селі проживали 946 осіб. Усі жителі села рідною мовою назвали румунську.
Національний склад населення села:
| Національність | Кількість осіб | Відсоток |
| -------------- | -------------- | -------- |
| румуни         | 939            | 99,3%    |
| цигани         | 7              | 0,7%     |